# Susch
Susch (oficialmente hasta 1943 en alemán Süs) era una comuna suiza del cantón de los Grisones, situada en la Región de Engiadina Bassa/Val Müstair, en el valle de la Engadina. Limitaba al norte con las comunas de Davos y Klosters-Serneus, al este con Lavin, al sur con Zernez, y al oeste con S-chanf. En la actualidad está fusionada con Zernez.